# CompTIA
La Asociación de la industria de tecnología de la computación (Computing Technology Industry Association, CompTIA) es una organización sin ánimo de lucro fundada en 1982 dedicada a la certificación de aptitudes profesionales para la industria de tecnologías de información.
La organización también emite anualmente unos 50 análisis con el objetivo de revelar tendencias y cambios en la industria de IT.

## Programas de certificación
Los exámenes de certificación de CompTIA son administrados a través de los centros de pruebas Pearson PLC y Prometric. Además de certificaciones, CompTIA proporciona membresías corporativas.

### Certificaciones núcleo

#### IT Fundamentals
Es una certificación pre-profesional orientada al conocimiento y las habilidades necesarias para ser capaz de identificar y explicar las bases de la informática, la infraestructura TI, el desarrollo de software y la utilización de bases de datos. 

#### A+
La certificación A+ demuestra que el examinado es competente como técnico de computadoras. Para obtenerla, se requiere pasar dos pruebas que en conjunto abarcan las temáticas de configuración y asistencia de hardware para PC, dispositivos móviles y de IoT, sistemas operativos, incluidos Windows, Mac, Linux, Chrome OS, Android e iOS, y administración de software basado en el cliente y en la nube (SaaS), entre otros temas.
Corresponde a los exámenes 220-1001 y 220-1002, que están enfocados a los profesionales de tecnologías de información que tienen una experiencia mayor o equivalente a 400 horas. Los exámenes se llevan a cabo en computadoras y consisten en preguntas de respuesta múltiple, de las cuales más de una puede ser la respuesta correcta.

#### Network+
La certificación Network+ sirve para demostrar habilidades como técnico de red: instalación, configuración, administración y resolución de problemas de red.
Su temática incluye diseño e implementación de redes funcionales; configuración y administración de dispositivos de red como switches y routers; implementación de seguridad y protocolos de red; creación de redes virtuales; entre otras.
Corresponde al examen N10-007 bajo la marca certificadora Prometric.

#### Security+
Security+ es una certificación que trata sobre seguridad informática; la temática está relacionada con criptografía y control de acceso. Actualmente, y de acuerdo a CompTIA, hay más de 23.000 personas en el mundo que se han certificado con esta modalidad.
Corresponde al examen SY0-501.

### Infraestructura

#### Linux+
La certificación Linux+ prueba los conocimientos de los sistemas operativos Linux, desde su instalación y uso hasta las aplicaciones libres, de código abierto y con licencias.
El examen Linux+ está enfocado a los profesionales de tecnologías de la información que han tenido una experiencia de entre seis y doce meses en la utilización de Linux. El examen se compone de distintas áreas: instalación, administración, configuración, seguridad, documentación y hardware.
Corresponde al examen XK0-004, que consiste en la resolución de preguntas de opción múltiple donde al menos una (pero probablemente más) respuesta correcta. Los tópicos de los exámenes incluyen métodos de instalación, configuración del cargador de arranque, manejo de paquetes (Debian y RPM), navegación de directorios por medio del intérprete de comandos, utilizando Bash, consideraciones de seguridad, administración de sistemas incluyendo configuración de TCP/IP, montaje de sistemas de archivos (NFS, SMB o ext3) y manipulación de archivos de configuración para los servicios más comunes en Linux.

#### Server+
La certificación Server+ tiene el objetivo de validar las habilidades necesarias para ser un administrador de servidores en centros de datos y entornos en la nube. Incluye temas como virtualización, seguridad, arquitectura de servidores y recuperación de desastres.

#### Cloud+
Con esta certificación se busca evaluar las habilidades necesarias para mantener y optimizar servicios de infraestructura en la nube.
Corresponde al examen CV0-002.

### Cyberseguridad

#### CySA+
Esta certificación cubre el análisis de seguridad, la detección de intrusiones y la respuesta.
CompTIA CySA+ cumple con la norma ISO 17024 y está aprobada por el Departamento de Defensa de EE. UU. por cumplir con los requisitos de la Directiva 8570.01-M

#### Pentest+
Orientada a los profesionales de la ciberseguridad encargados de las pruebas de penetración y gestión de vulnerabilidades.

#### CASP+
Busca validar la competencia en nivel avanzado en lo relacionado con gestión de riesgos, operaciones de seguridad empresarial y arquitectura, investigación y colaboración e integración de seguridad empresarial. 

### Profesional adicional

#### Project+
Valida habilidades fundamentales de administración de proyectos. Cubre todo el ciclo de vida del proyecto desde el inicio y planificación, a través de la ejecución, aceptación, soporte y clausura.
Corresponde al examen PK0-004.

#### CTT+
CTT+ es una certificación para entrenar a instructores en la industria de IT así como otras industrias. Busca validar el conocimiento y uso de herramientas y técnicas para una enseñanza exitosa en los entornos de aprendizaje actuales.
Corresponde a TK0-201 y TK0-202 o TK0-203. 

#### Cloud Essentials+
Esta certificación busca dar los principios comerciales clave y conceptos fundamentales de la nube necesarios para que tanto el profesional IT como el público no técnico pueda tomar decisiones en lo relacionado con servicios en la nube.
Corresponde al examen CLO-002, en vigencia desde el 12 de noviembre de 2019.

## Certificaciones retiradas
Algunas de las certificaciones que fueron retiradas, se listan a continuación:
- RFID+ validaba los conocimientos y habilidades de un técnico en RFID en las áreas de instalación, mantenimiento, reparación y conservación de la funcionalidad del hardware y el software de productos RFID. Fue retirada en 2011.
- HTI+ cubría la instalación, integración y resolución de problemas de subsistemas automatizados en el hogar.
- e-Biz+ cubría los conocimientos básicos de comercio electrónico.
- CDIA+ fue una certificación para documentación de imágenes, manipulación de documentos y manipulación empresarial de contenidos.